# Sophie Skelton
Sophie Alexandra Skelton (nascuda el 7 de març de 1994) és una actriu anglesa, coneguda principalment pel seu paper de Brianna Fraser a la sèrie  Outlander.

## Primers anys
Skelton va néixer i es va criar a Woodford, Stockport, filla d'inventors emprenedors de joguines per a nens. Va començar a ballar a l'edat de tres anys, finalment va formar-se en ballet a la Royal Academy de Londres, abans de passar al teatre musical i a les produccions escèniques. El seu primer paper de televisió professional, a la segona sèrie del drama criminal britànic DCI Banks (2012), va ser un període de dos episodis com a col·legial Becca Smith.
Skelton va assistir a Stockport Grammar School, completant el seu batxillerat el 2012. L'any següent anava a estudiar literatura anglesa al King's College de Londres, però va acabar rebutjant la seva oferta de dedicar-se a la interpretació.

## Carrera
El 2013, Skelton va actuar com a estrella convidada com Esme Vasquez-Jones a la primera temporada de la sèrie infantil premiada de la CBBC The Dumping Ground. Aquell mateix any, va interpretar la filla separada de Nikki Boston (Heather Peace) Eve a la novena temporada de la sèrie dramàtica escolar de la BBC One, Waterloo Road, i Yasmin Carish en un episodi de la tretzena temporada de la sèrie mèdica de llarga durada Doctors.
En transició als llargmetratges, el primer paper de Skelton va ser a The War I Knew del 2014. Va interpretar a Margaret en la història del director Ian Vernon d'un paracaigudista de la Segona Guerra Mundial perdut darrere les línies enemigues.
El 2015 va tornar a la televisió episòdica per a Skelton. Va tornar a aparèixer a la sèrie de la BBC Doctors, interpretant a Ellen Singleton a l'episodi setze de la sèrie Revenge. A continuació, va protagonitzar una sèrie de nou episodi del drama legal de la Segona Guerra Mundial i de la postguerra d'ITV Foyle's War. Més tard aquell any, Skelton va aparèixer en un període de dotze capítols com a Sofia Matthews a So Awkward, la sitcom de CBBC que gira al voltant de tres amics en edat escolar socialment incòmodes i un paper de dos episodis com a protagonista convidada com a Gemma Holt al drama mèdic Casualty de BBC One.
El primer paper principal de Skelton va ser al curtmetratge de terror fantàstic de 2016 de Charlotte Stente Nielsen, Blackbird. El seu paper destacat, a la sèrie britànica d'acció i aventures de fantasia Ren: The Girl with the Mark, va arribar més tard aquell any. Va guanyar la millor actriu principal a l'Hyperdrive Sci-Fi and Fantasy Film Festival pel seu paper a la sèrie. El 2016 també va veure Skelton en el paper de Brianna Fraser a la sèrie de televisió de Starz Outlander. El paper, al costat de l'actor escocès Richard Rankin com Roger MacKenzie, és recurrent, convertint-se en un membre principal del repartiment a partir de la temporada 4, i continuarà al llarg de la seva història tal com es descriu a la sèrie de llibres de Diana Gabaldon.
El 2017, Skelton va interpretar Jess a la pel·lícula Another Mother's Son de Christopher Menaul, la història real de Louisa Gould, una vídua que vivia a Jersey ocupada pels nazis durant la Segona Guerra Mundial. A partir d'aquí, va protagonitzar Day of the Dead: Bloodline (2017), un remake de la pel·lícula de zombis de George A. Romero de 1985 i al costat de Nicolas Cage a la pel·lícula de robatori bancari 211 (2018), basada en el tiroteig de North Hollywood del 1997.